# Susan Backlinie
Susan Backlinie, all'anagrafe Susan Jane Myers (Miami, 1º settembre 1946 – Ventura, 11 maggio 2024), è stata un'attrice statunitense.

## Biografia
Divenne nota per aver recitato nella prima scena del film di Steven Spielberg Lo squalo. Fu poi protagonista di una scena simile in 1941 - Allarme a Hollywood dove il personaggio da lei interpretato, invece che di uno squalo, fu "preda" di un sommergibile giapponese.

## Filmografia
- Lo squalo (Jaws), regia di Steven Spielberg (1975)
- The Grizzly & the Treasure, regia di James T. Flocker (1975)
- Panico nello stadio (Two-Minute Warning), regia di Larry Peerce (1976) - non accreditata
- Glendora - serie TV, episodio 1x05 (1976)
- Grizzly, l'orso che uccide (Grizzly), regia di William Girdler (1976)
- Future animals (Day of the Animals), regia di William Girdler (1977)
- Quark - serie TV, episodio 1x05 (1978)
- 1941 - Allarme a Hollywood (1941), regia di Steven Spielberg (1979)
- Giallo in casa Muppet (The Great Muppet Caper), regia di Jim Henson (1981)
- Professione pericolo (The Fall Guy) - serie TV, episodio 1x21 (1982)
- A Stranger in My Forest, regia di Donald W. Thompson (1988)